# Estudos de paz e conflito
Os estudos para a paz ou estudos de paz e conflito são áreas interdisciplinares dentro das relações internacionais que buscam conceituar a paz e analisar as formas de violência e os conflitos em escalas internacionais, nacionais e locais. A área surgiu após a segunda guerra mundial, rompendo com o paradigma então vigente de que a paz só poderia ser alcançada pela via militar.
O fundamento central dos estudos para a paz é a distinção entre paz positiva e paz negativa. Enquanto esta, mais limitada, se refere tão somente à ausência de guerra, aquela diz respeito a um contexto econômico, social e cultural que proporcione o bem-estar de um povo, levando à paz a longo prazo.